# Альбер Рюст
Альбер Рюст (фр. Albert Rust, нар. 10 жовтня 1953, Мюлуз) — французький футболіст, що грав на позиції воротаря. По завершенні ігрової кар'єри — футбольний тренер.
Виступав за «Сошо» та «Монпельє», а також національну збірну Франції, у складі якої став чемпіоном Європи, олімпійським чемпіоном та бронзовим призером чемпіонату світу.

## Клубна кар'єра
У дорослому футболі дебютував 1972 року виступами за команду клубу «Сошо», в якій провів п'ятнадцять сезонів, взявши участь у 390 матчах і є рекордсменом клубу за кількістю зіграних матчів.
Протягом 1987—1990 років захищав кольори «Монпельє». У останньому сезоні виборов титул володаря Кубка Франції.
Завершив професійну ігрову кар'єру у «Монако», в якому перебував протягом 1990—1991 років, проте на поле так і не вийшов.

## Виступи за збірну
Влітку 1984 року, не маючи жодного матчу у складі національної збірної Франції, був включений у заявку на домашній чемпіонату Європи 1984 року, де не зіграв жодного матчу, але здобув з командою титул континентального чемпіона. Наступного місяця Рюст був включений у заявку олімпійської збірної на олімпійський турнір 1984 року, де провів 5 матчів і став олімпійським чемпіоном. Рюст став єдиним футболістом, хто в 1984 році увійшов у склад збірної Франції на чемпіонаті Європи, і на Олімпіаді в Лос-Анджелесі, і завоював 2 золоті нагороди.
Через два роки Рюст поїхав на чемпіонат світу 1986 року у Мексиці, де знову був у статусі дублера. Проте саме на турнірі Альбер зіграв свій перший і єдиний матч за національну збірну — 28 червня у матчі за третє місце проти збірної Бельгії, в якому допоміг команді в додатковий час перемогти 4:2 і здобути бронзові нагороди турніру.

## Кар'єра тренера
Розпочав тренерську кар'єру відразу ж по завершенні кар'єри гравця, 1991 року, очоливши тренерський штаб аматорського французького клубу «Ле-Крес», де пропрацював два роки.
Після цього працював асистентом Вахіда Халілходжича у «Бове Уазі» та Анрі Мішеля в саудівському «Аль-Насрі» (Ер-Ріяд).
З 1995 року повернувся до самостійної роботи і очолював нижчолігові французькі клуби «Ніор» та «Клермон».
2001 року знову увійшов у тренерський штаб Анрі Мішеля в збірній Тунісу, проте після провального Кубка африканських націй Мішель разом із штабом був звільнений, проте Рюст залишився в країни, ставши головним тренером клубу «Стад Тунізьєн», проте пропрацював у клубі недовго
Того ж року повернувся на батьківщину, де очолював нижчолігові «Сет», «Брест» та «Кретей».
З 2010 по 2012 рік працював з клубом Ліги 1 «Сент-Етьєн» у тренерському штабі Крістофа Галтьєа на посаді тренера воротарів.

## Титули і досягнення
- Володар Кубка Франції (1):

«Монпельє»: 1989–90
- Чемпіон Європи (1):

Франція: 1984
- Олімпійський чемпіон (1):

Франція (ол.): 1984
- Бронзовий призер чемпіонату світу (1):

Франція: 1986
- Володар Кубка Артеміо Франкі (1):

Франція: 1985